# 伊萬尼察
伊萬尼察是塞爾維亞的城鎮，由莫拉瓦州負責管轄，位於該國西南部，面積1,090平方公里，受大陸性氣候影響，該鎮自1930年代是療養勝地，2011年人口11,810。

## 外部連結
- Website of Ivanjica （英文）
- Ivanjica （英文）
- Mineral Water produced in Ivanjica （英文）
- Institute for Specialised Rehabilitation （页面存档备份，存于） （塞爾維亞文）